# Vincent Cassel
Vincent Cassel, tên thật là Vincent Crochon (sinh ngày 23 tháng 11 năm 1966) là một diễn viên người Pháp đạt giải Cesar thông qua diễn xuất của mình trong phim Ocean's Twelve và Ocean's Thirteen, cũng như Thiên Nga Đen. Cassel cũng nổi tiếng qua vai diễn khét tiếng là Tên cướp ngân hàng người Pháp và Anh hùng quần chúng Jacques Mesrine trong mesrine: Killer Instinct và Mesrine: Public Enemy Number One.

## Tuổi trẻ và gia đình
Cassel sinh tại Paris, Pháp, là con của Sabine Litique và diễn viên người Pháp Jean-Pierre Cassel (Jean-Pierre Crochon). Em trai của Cassel, Mathias, là một rapper nhóm Assassin dưới tên "Rockin' Squat". Em gái của Cassel, Cécile Cassel, là một nữ diễn viên.

## Nghề nghiệp
Vai diễn đột phá của Cassel là Mathieu Kassovitz's trong một bộ phim được đánh giá cao mang tên La Haine, ông đóng vai một thanh niên gặp khó khăn ở vùng ngoại ô của Paris. Ông đã đi vào hoạt động trong một loạt các bộ phim như L'Appartement (với Monica Bellucci trước khi hai người kết hôn), Dobermann, hay Le Pacte des Loups (tiếng Anh là Brotherhood of the Wolf), và bộ phim gây nhiều tranh cãi Irréversible, khi ông hoàn toàn khỏa thân (với Monica Bellucci sau khi hai người kết hôn).
Cassel cũng thực hiện một số bộ phim tiếng Anh, như Ocean's Twelve và Ocean's Thirteen, Derailed, Birthday Girl, The Messenger: The Story of Joan of Arc, Elizabeth, Eastern Promises, và Shrek (lồng tiếng cho nhân vật Monsieur Hood), và những bộ phim tiếng Bồ Đào Nha. Cassel đã nhận được giải Cesar 2009 cho nam diễn viên tốt nhất cho vai diễn trong Mesrine của đạo diễn Jean-Francois Richet.